# Геройский сельский совет (Голопристанский район)
Геройский сельский совет (укр. Геройська сільська рада) — входит в состав
Голопристаньского района
Херсонской области
Украины.
Административный центр сельского совета находится в 
с. Геройское
.

## Населённые пункты совета
- с. Геройское